# Torneo de Bastad 2023
El Nordea Open 2023 fue un torneo de tenis perteneciente al ATP Tour 2023 y a la WTA 125K serie 2023 en la categoría ATP Tour 250 y WTA 125s. El torneo tuvo lugar en la ciudad de Bastad (Suecia), desde el 17 hasta el 23 de julio de 2023 para los hombres y del 10 hasta el 15 de julio de 2023 para las mujeres sobre tierra batida.

## Distribución de puntos
| Modalidad            | Campeón | Finalista | Semifinales | Cuartos de final | 2ª ronda | 1ª ronda | Clasificados | 2ª ronda de clasificación | 1ª ronda de clasificación |
| Individual masculino | 250     | 165       | 100         | 50               | 25       | 0        | 13           | 7                         | 0                         |
| Dobles masculino     | 250     | 150       | 90          | 45               | 20       | 0        | -            | -                         | -                         |

## Cabezas de serie

### Individuales masculino
| Tenista                 | Ranking | Preclasificados |
| Casper Ruud             | 4       | 1               |
| Andrey Rublev           | 7       | 2               |
| Lorenzo Musetti         | 16      | 3               |
| Francisco Cerúndolo     | 19      | 4               |
| Alexander Zverev        | 21      | 5               |
| Tomás Martín Etcheverry | 32      | 6               |
| Alejandro Davidovich    | 34      | 7               |
| Sebastián Báez          | 46      | 8               |

- Ranking del 3 de julio de 2023.[2]

### Dobles masculino
| Tenista                         | Ranking | Preclasificado |
| Fabrice Martin Andreas Mies     | 43      | 1              |
| Sander Gillé Joran Vliegen      | 48      | 2              |
| Alexander Erler Lucas Miedler   | 78      | 3              |
| Simone Bolelli Andrea Vavassori | 85      | 4              |

### Individuales femenino
| Tenista           | Ranking | Preclasificada |
| Emma Navarro      | 55      | 1              |
| Yulia Putintseva  | 56      | 2              |
| Kamilla Rakhimova | 72      | 3              |
| Rebecca Peterson  | 75      | 4              |
| Panna Udvardy     | 82      | 5              |
| Kateryna Baindl   | 85      | 6              |
| Claire Liu        | 93      | 7              |
| Olga Danilović    | 94      | 8              |
| Viktoriya Tomova  | 99      | 9              |

- Ranking del 3 de julio de 2023.

### Dobles femenino
| Tenista                           | Ranking | Preclasificadas |
| Aliona Bolsova Ingrid Neel        | 120     | 1               |
| Angela Kulikov Sabrina Santamaria | 130     | 2               |
| Eri Hozumi Su Jeong Jang          | 164     | 3               |
| Irina Khromacheva Panna Udvardy   | 174     | 4               |

## Campeones

### Individual masculino
Andrey Rublev venció a  Casper Ruud por 7-6(7-3), 6-0

### Individual femenino
Olga Danilović venció a  Emma Navarro por 7-6(7-4), 4-6, 6-3

### Dobles masculino
Gonzalo Escobar /  Aleksandr Nedovyesov vencieron a  Francisco Cabral /  Rafael Matos por 6-2, 6-2

### Dobles femenino
Irina Khromacheva /  Panna Udvardy vencieron a  Eri Hozumi /  Su Jeong Jang por 4-6, 6-3, [10-5]